# جان سوين
جان سوين (بالإنجليزية: Jean Swain)‏ هي مغنية أمريكية، ولدت في 12 أغسطس 1923 في نيويورك في الولايات المتحدة، وتوفيت في 17 يوليو 2000.